# Top Dutch Solar Racing

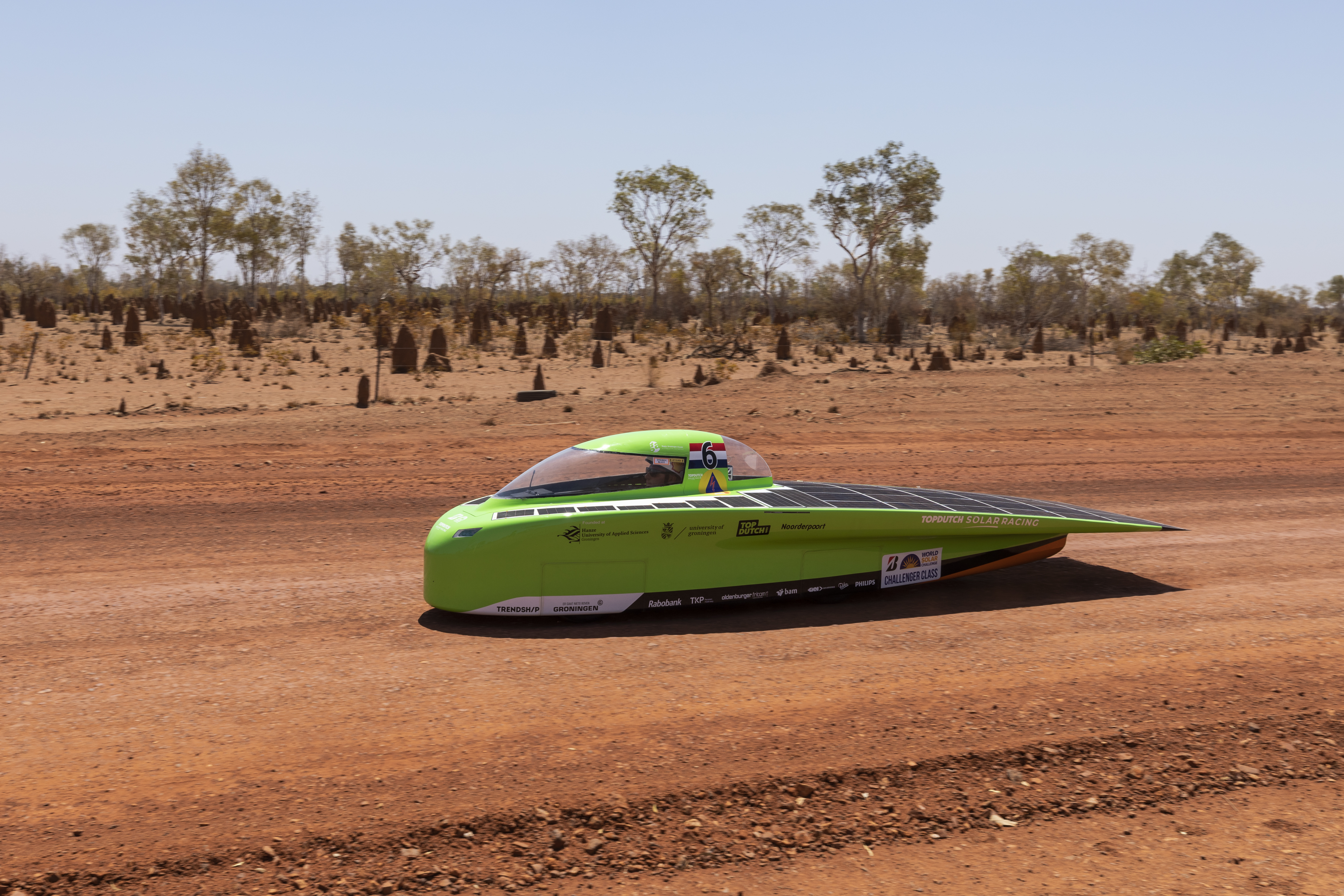
Green Lightning während der 2019 Bridgestone World Solar Challenge

Top Dutch Solar Racing (TDSR) ist ein Studententeam aus Groningen, Niederlande, das Solarautos baut. Das Team wurde 2017 gegründet und hat 2019 zum ersten Mal in der Challenger-Klasse der Bridgestone World Solar Challenge (BWSC) teilgenommen. Im Gegensatz zur Cruiser Klasse liegt der Fokus in der Challenger-Klasse auf Effizienz und Geschwindigkeit der Solarautos. Nach der Absage der BWSC 2021 plant Top Dutch Solar Racing 2023 wieder an dem Rennen teilzunehmen.
Im Gegensatz zu anderen niederländischen Solarteams wie Vattenfall Solar Team, Solar Team Twente und Solar Team Eindhoven, gehört Top Dutch Solar Racing keiner (technischen) Universität an. Stattdessen studieren Mitglieder des Teams an verschiedenen Universitäten, Fachhochschulen und Berufsschulen. Die meisten Mitglieder studieren an der Reichsuniversität Groningen, Hanzehogeschool Groningen oder Noorderpoort Groningen.

## Geschichte
Top Dutch Solar Racing wurde 2017 von Jeroen Brattinga, Frank Pot, Eldert Zeinstra und Vincent Taselaar gegründet. Zu diesem Zeitpunkt studierten sie an der Hanzehogeschool. Ihr Ziel war es, ein Solarauto zu bauen, um an der Entwicklung nachhaltiger Innovationen und Technologien beizutragen. Innerhalb von zwei Jahren baute das erste 26-köpfige Top Dutch Solar Racing Team sein erstes Solarauto, Green Lightning.
Im Juni 2020 wurde das zweite Top Dutch Solar Racing Team gegründet, um den Nachfolger von Green Lightning zu bauen und um an der Bridgestone World Solar Challenge 2021 teilzunehmen. Das Rennen wurde im Februar 2021 aufgrund der COVID-19-Pandemie abgesagt. Im Mai 2021 kündigte das Team seine Teilnahme an der Moroccan Solar Race Challenge an, die im Oktober 2021 stattfindet. Diese Alternative zum BWSC führt Solarteams 2400 km durch die Sahara und das Atlasgebirge.
Am 7. Juli 2021 enthüllte Top Dutch Solar Racing sein zweites Solarauto, Green Spirit.

## Erfolge

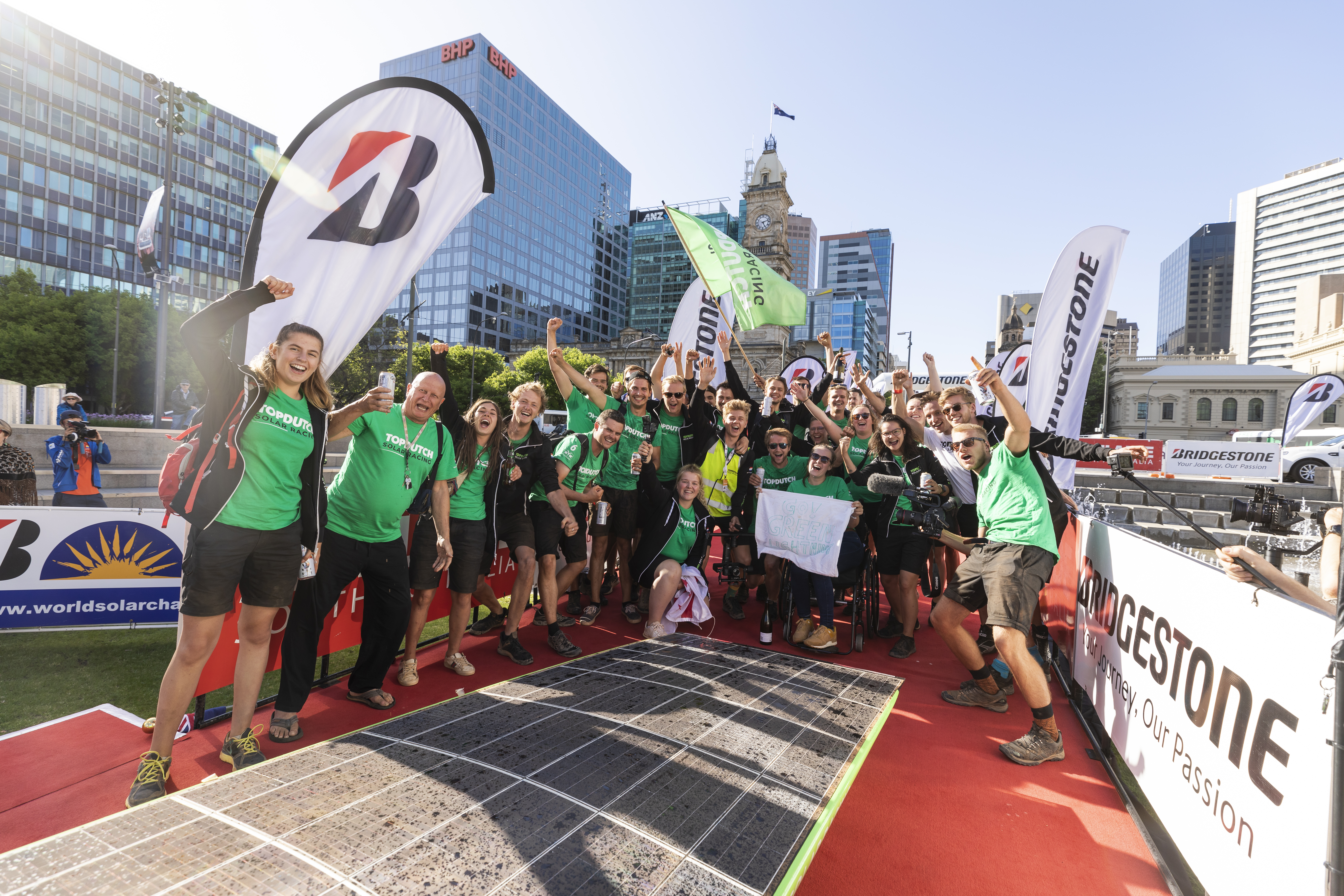
Top Dutch Solar Racing an der Ziellinie des BWSC 2019

Am 13. Oktober 2019 startete Top Dutch Solar Racing in der Pole-Position der 15. Bridgestone World Solar Challenge in Darwin, Australien. Fünf Tage später, am 18. Oktober 2019, erreichte Green Lightning als viertes Solarauto das Ziel in Adelaide. Die ersten drei Plätze belegten Bluepoint des Agoria Solar Teams, Tokai Challenger des Tokai University Solar Car Team und Electrum des University of Michigan Solar Car Team. Durch technische Schwierigkeiten und Unfälle von Solar Team Twente und Vattenfall Solar Team war Top Dutch Solar Racing das erfolgreichste niederländische Team, das 2019 an der Challenger-Klasse teilgenommen hat. Das Team erhielt außerdem den Excellence in Engineering Award als Anerkennung seiner beeindruckenden Leistung trotz geringer Erfahrung.
Vom 21. bis 23. September 2020 nahm Top Dutch Solar Racing an der iLumen European Solar Challenge in Heusden-Zolder, Belgien teil. Das Team gewann die Dynamic Parcours Challenge und belegte den dritten Platz während des 24-Stunden-Rennens. Mit Green Lightning absolvierte das Team 302 Runden und stellte mit 2:42:767 einen neuen Bahnrekord auf.